# Gianfranco Masserdotti
Gianfranco Masserdotti MCCI (ur. 13 września 1941 w Brescia, zm. 17 września 2006 w Balsas) – włoski duchowny rzymskokatolicki, kombonianin, biskup koadiutor Balsas w latach 1996–1998, biskup diecezjalny Balsas w latach 1998–2006.

## Życiorys
Gianfranco Masserdotti urodził się 13 września 1941 w Brescia w prowincji Brescia. Wstąpił do Zgromadzenia Misjonarze Kombonianie Serca Jezusowego i 26 marca 1966 przyjął święcenia prezbiteratu.
Po ukończeniu doktoratu z socjologii na Uniwersytecie w Trento (1972), udał się na misje do Brazylii.
Jako misjonarz pracował w północno-wschodniej Brazylii i pełnił następujące funkcje: 1974–1979: wikariusz generalny prałatury Balsas; 1979–1986: zastępca generalny zakonu Kombonianów w Rzymie; 1987–1992: przełożony prowincjalny zakonu w północno-wschodniej Brazylii; 1988–1994: członek Narodowej Rady Misyjnej (COMINA) oraz Krajowej Rady Misyjnej Konferencji Episkopatu Brazylii (CNBB).
22 listopada 1995 papież Jan Paweł II prekonizował go biskupem koadiutorem diecezji Balsas. Święcenia biskupie otrzymał 2 marca 1996 w katedrze Najświętszego Serca Jezusowego w Balsas. Udzieli mu ich Rino Carlesi, biskup diecezjalny Balsas, w asyście Paulo Eduardo Andrade Ponte, arcybiskupa metropolity São Luís do Maranhão i Aldo Gerna, biskupa diecezjalnego São Mateus. 15 kwietnia 1998 po przyjęciu rezygnacji biskupa Rino Carlesi został ustanowiony biskupem diecezjalnym, jednocześnie odbył ingres do katedry Najświętszego Serca Jezusowego, w trakcie którego kanonicznie objął urząd.
Zmarł nagle 17 września 2006 w Balsas.